# キ47 (航空機)
キ47は、大日本帝国陸軍が計画した軽爆撃機。実機の製造には至らずに終わっている。

## 概要
1937年（昭和12年）、陸軍は九三式双発軽爆撃機の後継機となる新たな航空撃滅戦用の軽爆撃機の開発を計画した。これを受けて、三菱重工業に対して計画名称「キ47」の試作発注が予定されていたが、発注されることなく終わった。なお、同時に計画されたキ48は実際に川崎航空機に発注され、のちに九九式双発軽爆撃機となっている。
予定されていた乗員数は、九九式双軽撃とは異なり2名。また、エンジン数は不明だが、1937年の研究方針では軽爆撃機に対するエンジン単発の指定が解除されている。